# Foios (kommunhuvudort)
Foios är en kommunhuvudort i Spanien.   Den ligger i provinsen Província de València och regionen Valencia, i den östra delen av landet, 300 km öster om huvudstaden Madrid. Foios ligger 18 meter över havet och antalet invånare är 6 035.
Terrängen runt Foios är platt. Havet är nära Foios åt sydost.Runt Foios är det mycket tätbefolkat, med 5 021 invånare per kvadratkilometer. Närmaste större samhälle är Valencia, 7,4 km söder om Foios. Runt Foios är det i huvudsak tätbebyggt.